# Elihu Thomson
Elihu Thomson (n. 29 martie 1853, Manchester, Regatul Unit al Marii Britanii și Irlandei – d. 13 martie 1937, Swampscott⁠(d), Massachusetts, SUA) a fost un inventator și inginer american, care a fost președintele de facto (acting president) al Massachusetts Institute of Technology de două ori, între 1920 - 1921 și între 1922 - 1923.